# Listy do M. 3
Listy do M. 3 – polska komedia romantyczna z 2017 roku w reżyserii Tomasza Koneckiego. Film jest kontynuacją filmu Listy do M. 2 Macieja Dejczera z 2015 roku.
Plenery: Warszawa, Piotrków Trybunalski.

## Fabuła
Listy do M. 3 to komedia romantyczno-świąteczna, której akcja dzieje się w dniu Wigilii Świąt Bożego Narodzenia. Film opowiada historię kilku osób, którym w jeden magiczny dzień przydarzają się wyjątkowe chwile. Bohaterowie przekonają się o potędze miłości, rodziny, wybaczenia i wiary w to, że ten niezwykły świąteczny czas pełen jest niespodzianek. Mel staje przed nie lada wyzwaniem – musi odnaleźć swojego rezolutnego syna, który to ruszył w ślad za swoim zaginionym przed laty dziadkiem. Karolina, która na co dzień uwodzi w radiu swoim głosem, trafi na dość zaskakującą miłość swojego życia, a Wojciech stara się poukładać swoje życie po śmierci ukochanej żony.

## Obsada
- Wojciech Malajkat – Wojciech
- Tomasz Karolak – Melchior „Mel Gibson”
- Piotr Adamczyk – Szczepan Lisiecki
- Agnieszka Dygant – Karina Lisiecka
- Izabela Kuna – Agata
- Magdalena Różczka – Karolina
- Borys Szyc – Gibon
- Andrzej Grabowski – Czarek
- Filip Pławiak – Rafał
- Katarzyna Zawadzka – Zuza
- Mateusz Winek – Kazik
- Danuta Stenka – Rudolf
- Stanisława Celińska – pani Stasia
- Zbigniew Zamachowski – Boguś
- Bartosz Obuchowicz – Pingwin
- Hanna Śleszyńska – Jadzia
- Grażyna Szapołowska – Krysia
- Kamila Kamińska – Weronika
- Marcin Kwaśny – Andrzej
- Anna Matysiak – Majka Lisiecka
- Nikodem Rozbicki – Sebastian
- Weronika Wachowska – Dusia
- Julia Wróblewska – Tosia
- Agnieszka Wagner – Małgorzata
- Krzysztof Kowalewski – staruszek
- Tomasz Sapryk – policjant
- Barbara Garstka – śnieżynka

## Kontynuacja
Podczas konferencji Grupy TVN na Festiwalu Polskich Filmów Fabularnych w Gdyni dyrektor programowy stacji zdradził, że nie wyklucza powstania kolejnych części filmu Listy do M. To są „Listy do M. 3”, a teraz taka malutka gra: „(...) do M. 4”, „(...) do M. 5”. Tylko ciężko jest z kontraktami, ale generalnie co roku większość artystów potwierdza udział w produkcji – czytamy w serwisie wirtualnemedia.pl. Przypominając sobie rekordy popularności dwóch pierwszych części świątecznej komedii romantycznej oraz patrząc na zainteresowanie „Listów do M. 3” oficjalne potwierdzenie kolejnych części powinno być kwestią czasu. Skorzysta na tym zarówno stacja, jak i miliony widzów, które pokochały zwariowane perypetie bohaterów filmu.